# Nazionale femminile di pallamano della Croazia
La nazionale di pallamano femminile della Croazia rappresenta la Croazia nelle competizioni internazionali di pallamano femminile e la sua attività è gestita dalla federazione di pallamano della Croazia.
La nazionale croata ha vinto la medaglia di bronzo al campionato europeo nel 2020, prima medaglia in uno dei principali tornei internazionali. Ai Giochi del Mediterraneo ha vinto una medaglia d'oro nel 1993, una d'argento nel 1997 e due di bronzo (2005 e 2013).

## Storia
La nazionale femminile croata scese in campo dopo l'indipendenza della Croazia nel 1992 in occasione delle qualificazioni alla prima edizione del campionato europeo e dei XII Giochi del Mediterraneo. La nazionale croata vinse il torneo di pallamano dei Giochi del Mediterraneo del 1993, edizione nella quale anche la selezione maschile vinse la medaglia d'oro. Sempre nello stesso anno la nazionale croata vinse le qualificazioni e ottenne l'accesso al campionato europeo 1994, che concluse al quinto posto dopo aver vinto la finale per la quinta posizione contro la Russia. Grazie alla partecipazione al campionato europeo, la Croazia guadagnò anche l'accesso all'edizione 1995 del campionato mondiale: dopo aver superato la fase a gironi, la nazionale è stata subito eliminata agli ottavi di finale dalla Germania, concludendo così al decimo posto. Nel biennio successivo la Croazia conquistò un sesto posto sia al campionato europeo 1996 sia al campionato mondiale 1997, dove perse la finale per il quinto posto dalla Corea del Sud per un solo punto dopo i tempi supplementari. Sempre nel 1997 arrivò la medaglia d'argento ai XIII Giochi del Mediterraneo, disputatisi a Bari.
Gli anni successivi videro la nazionale croata mancare l'accesso al campionato europeo per tre edizioni di fila e al campionato mondiale per due edizioni consecutive. Ai campionati europei tornò ad ottenere risultati analoghi a quegli degli esordi con un settimo posto nell'edizione 2006 e con un sesto posto nell'edizione 2008. Ai campionati mondiali ottenne un settimo posto finale nell'edizione 2011 dopo essere stata eliminata ai quarti di finale dalla Norvegia, successiva vincitrice del torneo. Conquistò due medaglie di bronzo ai Giochi del Mediterraneo nel 2005 e nel 2013. La nazionale croata, superando i tornei olimpici di qualificazione, guadagnò l'accesso per la prima volta al torneo di pallamano dei Giochi della XXX Olimpiade, disputatisi a Londra nel 2012. Inserita nel girone A concluse al secondo posto con quattro vittoria e la sola sconfitta dal Brasile nella partita d'esordio. Ai quarti di finale la Croazia venne sconfitta per 22-25 dalla Spagna, venendo eliminata dal torneo e concludendo al settimo posto finale.
Al campionato europeo 2020 la Croazia ottenne la sua prima medaglia in uno dei principali tornei internazionali. Inserita nel girone C, vinse il girone superando l'Ungheria, le campionesse mondiali in carica dei Paesi Bassi e la Serbia. Nella seconda fase superò la Romania e la Germania, perdendo dalla Norvegia, ma concludendo al secondo posto e accedendo alle semifinali. La Croazia venne sconfitta in semifinale dalla Francia, ma superando per 25-19 le padrone di casa della Danimarca nella finalina, conquistò per la prima volta nella sua storia la medaglia di bronzo.

## Partecipazioni ai tornei internazionali
- dal 1976 al 1992: parte della Jugoslavia
- 1996: non partecipante
- dal 2000 al 2008: non qualificata
- 2012: 7º posto
- dal 2016 al 2020: non qualificata

- 1993:  Campione
- 1997:  2º posto
- 2001: non partecipante
- 2005:  3º posto
- 2009: 6º posto
- 2013:  3º posto
- 2018: non partecipante
- 2022:  2º posto

- dal 1957 al 1990: parte della Jugoslavia
- 1993: non partecipante
- 1995: 10º posto
- 1997: 6º posto
- 1999: non qualificata
- 2001: non qualificata
- 2003: 14º posto
- 2005: 11º posto
- 2007: 9º posto
- 2009: non qualificata
- 2011: 7º posto
- dal 2013 al 2019: non qualificata
- 2021: 18º posto

- 1994: 5º posto
- 1996: 6º posto
- dal 1998 al 2002: non qualificata
- 2004: 13º posto
- 2006: 7º posto
- 2008: 6º posto
- 2010: 9º posto
- 2012: 13º posto
- 2014: 13º posto
- 2016: 16º posto
- 2018: 16º posto
- 2020:  3º posto

## Palmarès

### Europei
- (2020)

### Giochi del Mediterraneo
- (1993)
- (1997, 2022)
- (2005, 2013)